# Федотово (Талдомский городской округ)
Федотово — деревня в Талдомском районе Московской области России. Входит в состав сельского поселения Гуслевское. Население — 0 чел. (2010).

## География
Расположена в южной части района, примерно в 20 км к югу от центра города Талдома. Западнее проходит региональная автодорога Р112. Ближайшие населённые пункты — деревни Волково и Бурцево.

## Население
| 1859 | 1905 | 1926 | 2002 | 2006 | 2010 |
| ---- | ---- | ---- | ---- | ---- | ---- |
| 88   | ↘75  | ↗120 | ↘0   | ↗4   | ↘0   |

## История
В «Списке населённых мест» 1862 года Федотово — владельческая деревня 2-го стана Александровского уезда Владимирской губернии по правую сторону реки Дубны, к югу от Нушпольского болота, при пруде и колодце, в 73 верстах от уездного города, с 9 дворами и 88 жителями (42 мужчины, 46 женщины).
По данным 1905 года входила в состав Нушпольской волости Александровского уезда, проживало 75 человек, в деревне было 10 дворов.
Постановлением президиума Моссовета от 31 марта 1923 года вместе с частью селений Нушпольской волости была включена в состав Гарской волости Ленинского уезда Московской губернии.
По материалам Всесоюзной переписи населения 1926 года — деревня Гуслевского сельского совета Гарской волости Ленинского уезда, проживало 120 жителей (55 мужчин, 65 женщин), насчитывалось 20 хозяйств, среди которых 19 крестьянских.
С 1929 года — населённый пункт в составе Ленинского района Кимрского округа Московской области, с 1930-го, в связи с упразднением округа, — в составе Талдомского района (ранее Ленинский район) Московской области.
До муниципальной реформы 2006 года — деревня Гуслевского сельского округа.